# Норички териер
Норичкият териер (на английски: Norwich Terrier) е порода кучета, произхождаща от Източна Англия, Великобритания. Принадлежи към групата на териерите и е един от най-малките ѝ представители. Селектирана е за лов на насекоми и малки гризачи. Много прилича на по-късно признатият като отделна порода норфолкски териер.

## История
Породата е създадения в края на 1860-те като работен териер в източната част на Англия. Използвана е предимно за лов на гризачи в дворовете и конюшните, както и като компаньон. Също така е и талисман за студентите в Кеймбриджкия университет. Вероятни негови предци са малки червени териери, произхожащи от ирландския териер, пренесени в покрайнините на Норич, или кратко просъществувалият тръмпингтън териер. В миналото породата е носела имената Джоунс териер и Кентъб териер.
След като за първи път е бил признат като порода, норичкият териер е имал две разновидност – с клепнали или изправени уши. Първото му признаване станало на киноложко изложение в Норич през 1932, организирано от Британския киноложки клуб. Първоначално изправените уши били кастрирани от стопаните, но скоро след това тази практика станала незаконна. На по-късно изложение са отличени неговото дълго телосложение и изправени уши и скоро се родила идеята версията с клепнали уши да бъде регистрирана като отделна порода. Днес двете породи – норички и норфолкски териер се разделят само по признака на ушите.
Американският киноложки клуб признава породата през 1935. По-късно, през 1964 Британският киноложки клуб признава версията с клепнали уши като отделна порода. През 1979 тази порода е призната и от Американския киноложки клуб, Обединения киноложки клуб и Канадския киноложки клуб и получава името норфолкски териер. Дотогава двете породи са наричани P.E. (на английски: Pricked ears, изправени уши) и D.E. (на английски: Drop ears, клепнали уши).

## Външен вид
Норичкият териер има късо и компактно тяло и равен гръб. Главата има широк череп, а муцуната има клиновидна форма. Бакенбардите и веждите са изразени. Ушите са изправени, раздалечени и със заострени върхове. Вратът е къс и набит. Козината е твърда, жилава и прилепнала по тялото. Тя е дълга и груба по раменете и врата и по-мека и къса по главата. Разцветката на козината може да бъде черна, жълтокафява, жълтеникава, прошарена, нюанси на червеното и др., като белите петна не са за предпочитане. Краката са къси, солиднин и мускулести. Опашката е заострена в края си, затова не е наложително купиране. Ако все пак се купира, е желателно да бъде до половината ѝ. Тези малки по размер кучета тежат 5 – 7 кг и са високи 20 – 25 см.

### Поддръжка на външния вид
Норичкият териер има умерени изисквания за поддръжка на външния вид. Достатъчно е веднъж в седмицата козината да се разресва. По хигиенни причити долната козина трябва да се поддържа гъста и мека. За да се запази в добро състояние козината, тя също така трябва да се подстригва веднъж на няколко месеца. Това, че козината на норичия териер не извършва линеене, го прави подходящ домашен любимец за хора, страдащи от алергии.

## Темперамент
Въпреки малкия си размер, норичкият териер има голям запас от енергия и е изключетелно активен, подвижен и игрив. Той е смел, нападателен и самоуверен, но не и твърдоглав. Благодарение на високата си интелигентност, норичкият териер лесно се дресира. От една страна е неподкупен пазач и храбър войн, но от друга – чувствителен и нежен към членовете на семейството и отличен компаньон. Представителите на породата имат нужда от всекидневни разходки на безопасни за тях места, където спокойно да могат да играят и да изпълняват нужните физически дейности. Може да бъде много обсебен, когато става дума за храната и играчите му, а може да проявява и ревност. Разбира се добре с деца, особено когато те са мили и внимателни или ао е израснал стях. Не обича да бъде докосван грубо или стискан силно. Отнася се разервирано и агресивно към други животни, освен ако не е социализиран рано, а дори и в този случай може да преследва отки и други малки животни. Отношението към непознати зависи от самия индивид – някои са дружелюбни, а други – резервирани. Едно от любимите занимания на норичия териер е да копае дупки, което го прави неподходящ избор за хора, които обичат градинарството. Екземплярите на тази порода са отлични пазачи на дома и семейството – алармират всеки път, когато усетят нещо нередно. често лаят и това ги прави неподходящи за хора, които търсят тих и кротък домашен любимец. Твърдата козина на норичкия териер не се нуждае от фризура, а само от хигиенни грижи и това го прави идеално домашно куче.

## Здраве
Норичкият териер живее средно 12 – 14 години. Съществуват много здравословни проблеми които засягат кучетата от тази порода, например: HD, епилепсия, сърдечно-съдови проблеми, алергии към някои лекарства и медикаменти. За възрастните представители на породата е задължително да имат OFA сертификат за здравословно състояние.